# 柳澈漯
柳澈漯（英語：Norman Chee Tah Liu）是一位美国华人企业家。

## 生平
毕业于耶鲁大学经济学和哈佛商学院工商管理硕士，1988年加入GE资本，1995年转入GE资本航空服务，1999年加入百人会，2009年7月担任GE资本航空服务总裁兼首席执行官，2016年1月升任董事长。此外还是工银金融租赁高级顾问。